# صداقتی
صداقتی (منسوب به صداقت) یک نام خانوادگی است. افراد شاخص با این نام از این قرارند:
- علی صداقتی خیاط، رمان‌نویس اهل ایران
- فاطمه صداقتی، مجری رادیو و تلویزیون ایران